# Zach Parise
Zachary Justin Parise, född 28 juli 1984 i Minneapolis, Minnesota, är en amerikansk före detta professionell ishockeyspelare som spelade för New Jersey Devils, Minnesota Wild, New York Islanders och Colorado Avalanche i National Hockey League (NHL).

## Spelarkarriär
Parise valdes i första rundan som 17:e spelare totalt av New Jersey i NHL-draften 2003. 2005–06 var Parises debutsäsong i NHL och han lyckades göra 14 mål och 18 assist för totalt 32 poäng.
Det var under sin andra säsong som Parise fick sitt genombrott. Den då 22-åriga centern gjorde 31 mål och 31 assist för totalt 62 poäng, samt 10 poäng på 11 slutspelsmatcher. 2007–08 vann Parise New Jersey Devils interna poängliga i grundserien med ett nytt personligt rekord på 65 poäng, fördelat på 32 mål och 33 assist, och han blev även tvåa i den interna poängligan i slutspelet med 5 poäng. 2008–09 blev hans bästa säsong rent poängmässigt då han svarade för 45 mål och 49 assist för totalt 94 poäng på 82 spelade matcher vilket resulterade i en femte plats i NHL:s totala poängliga. 
2009–10 minskade poängproduktionen till 38 mål och 82 poäng i ett Devils som vann Atlantic Division och kom på en totalt på en andraplats i Eastern Conference efter Washington Capitals. I slutspelet ställdes man mot Philadelphia Flyers som vann med 4-1 i matcher.
2010 var Parise med och vann OS-silver i Vancouver för sitt USA. Han blev också uttagen i turneringens bästa femma genom att göra fyra mål och fyra assist, bland annat två mål i vinsten mot Schweiz i kvartsfinalen, det matchavgörande målet i semifinalen mot Finland och kvitteringen till 2-2 i slutsekunderna av ordinarie matchtid i finalen mot Kanada.
4 juli 2012 skrev Parise ett 13-årskontrakt med Minnesota Wild värt 98 miljoner dollar vilket motsvarar 680 miljoner svenska kronor.

## Statistik

### Klubbkarriär
| 2002–03    | University of North Dakota | NCAA       | 39   | 26  | 35  | 61  | 34  | —   | —  | —  | —  | —  |
| 2003–04    | University of North Dakota | NCAA       | 37   | 23  | 32  | 55  | 24  | —   | —  | —  | —  | —  |
| 2004–05    | Albany River Rats          | AHL        | 73   | 18  | 40  | 58  | 56  | —   | —  | —  | —  | —  |
| 2005–06    | New Jersey Devils          | NHL        | 81   | 14  | 18  | 32  | 28  | 9   | 1  | 2  | 3  | 2  |
| 2006–07    | New Jersey Devils          | NHL        | 82   | 31  | 31  | 62  | 30  | 11  | 7  | 3  | 10 | 8  |
| 2007–08    | New Jersey Devils          | NHL        | 81   | 32  | 33  | 65  | 25  | 5   | 1  | 4  | 5  | 2  |
| 2008–09    | New Jersey Devils          | NHL        | 82   | 45  | 49  | 94  | 24  | 7   | 3  | 3  | 6  | 2  |
| 2009–10    | New Jersey Devils          | NHL        | 81   | 38  | 44  | 82  | 32  | 5   | 1  | 3  | 4  | 0  |
| 2010–11    | New Jersey Devils          | NHL        | 13   | 3   | 3   | 6   | 6   | —   | —  | —  | —  | —  |
| 2011–12    | New Jersey Devils          | NHL        | 82   | 31  | 38  | 69  | 32  | 24  | 8  | 7  | 15 | 4  |
| 2012–13    | Minnesota Wild             | NHL        | 48   | 18  | 20  | 38  | 16  | 5   | 1  | 0  | 1  | 2  |
| 2013–14    | Minnesota Wild             | NHL        | 67   | 29  | 27  | 56  | 30  | 13  | 4  | 10 | 14 | 6  |
| 2014–15    | Minnesota Wild             | NHL        | 74   | 33  | 29  | 62  | 41  | 10  | 4  | 5  | 9  | 4  |
| 2015–16    | Minnesota Wild             | NHL        | 70   | 25  | 28  | 53  | 36  | —   | —  | —  | —  | —  |
| 2016–17    | Minnesota Wild             | NHL        | 69   | 19  | 23  | 42  | 30  | 5   | 2  | 1  | 3  | 8  |
| 2017–18    | Iowa Wild                  | AHL        | 1    | 0   | 1   | 1   | 0   | —   | —  | —  | —  | —  |
| 2017–18    | Minnesota Wild             | NHL        | 42   | 15  | 9   | 24  | 14  | 3   | 3  | 0  | 3  | 2  |
| 2018–19    | Minnesota Wild             | NHL        | 74   | 28  | 33  | 61  | 26  | —   | —  | —  | —  | —  |
| 2019–20    | Minnesota Wild             | NHL        | 69   | 25  | 21  | 46  | 8   | 4   | 0  | 3  | 3  | 2  |
| 2020–21    | Minnesota Wild             | NHL        | 45   | 7   | 11  | 18  | 6   | 4   | 2  | 1  | 3  | 0  |
| 2021–22    | New York Islanders         | NHL        | 82   | 15  | 20  | 35  | 28  | —   | —  | —  | —  | —  |
| 2022–23    | New York Islanders         | NHL        | 82   | 21  | 13  | 34  | 24  | 6   | 0  | 0  | 0  | 2  |
| 2023–24    | Colorado Avalanche         | NHL        | 30   | 5   | 5   | 10  | 8   | 11  | 2  | 1  | 3  | 0  |
| NHL totalt | NHL totalt                 | NHL totalt | 1254 | 434 | 455 | 889 | 444 | 122 | 39 | 44 | 83 | 44 |

### Internationellt

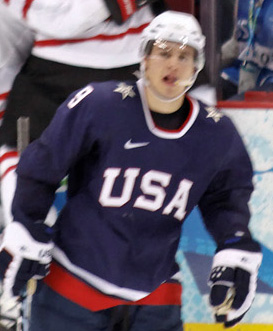
Zach Parise under OS 2010

| År            | Lag           | Turnering     |               | Matcher | Mål | Assist | Poäng | Utv |
| ------------- | ------------- | ------------- | ------------- | ------- | --- | ------ | ----- | --- |
| 2002          | USA           | U18-VM        | 8             | 7       | 3   | 10     | 6     |     |
| 2003          | USA           | JVM           | 7             | 4       | 4   | 8      | 4     |     |
| 2004          | USA           | JVM           | 6             | 5       | 6   | 11     | 4     |     |
| 2005          | USA           | VM            | 3             | 0       | 2   | 2      | 0     |     |
| 2007          | USA           | VM            | 1             | 0       | 0   | 0      | 0     |     |
| 2008          | USA           | VM            | 7             | 5       | 3   | 8      | 2     |     |
| 2010          | USA           | OS            | 6             | 4       | 4   | 8      | 0     |     |
| 2014          | USA           | OS            | 6             | 1       | 0   | 1      | 0     |     |
| 2016          | USA           | WCH           | 3             | 0       | 1   | 1      | 4     |     |
| Junior totalt | Junior totalt | Junior totalt | Junior totalt | 21      | 16  | 13     | 29    | 14  |
| Senior totalt | Senior totalt | Senior totalt | Senior totalt | 26      | 10  | 10     | 20    | 6   |

## Meriter
- Gjorde sitt första NHL-mål i sin första NHL-match (en av tolv spelare i New Jersey Devils historia).
- Gjorde två poäng i sin första NHL-match (en av fyra spelare i New Jersey Devils historia).
- Vann New Jersey Devils interna poängliga 2007–08 och 2008–09.
- WCHA All-Rookie Team 2003.
- Vann JVM 2004 med USA och blev utsedd till turneringens bästa forward och MVP (mest värdefulle spelare).
- Vann OS-silver 2010 med USA och blev uttagen i turneringens bästa femma.